# Can't Get Enough/ハナヒラケ
「Can't Get Enough/ハナヒラケ」（キャント・ゲット・イナフ/ハナヒラケ）は、V6の47枚目のシングル。2017年3月15日にavex traxから発売された。

## 解説
初回生産限定盤A（CD+DVD）、初回生産限定盤B（CD+DVD）、通常盤（CD）、セブンネット限定盤（CD+VR+VRビューアー）の4形態で販売。セブンネット限定盤にはV6初のVRコンテンツが収録された。これはジャニーズ事務所所属アーティストでは初の試みとなる。
「Can't Get Enough」は、「満足出来ない」という意味深な男女のストーリーを、クラシカルなダンスビートに乗せた大人のダンスチューンと紹介されている。セブンネット春のキャンペーンソングに起用され、ミュージックビデオが流される形でV6がCMキャラクターを務めた。
「ハナヒラケ」は前向きなエールを届ける笑顔こぼれるポップソングで、井ノ原快彦出演の「とんがりコーン」CMソングである。
なお、両A面シングルの発売は2011年8月の「Sexy.Honey.Bunny!/タカラノイシ」以来約5年半ぶり。本作から、ラストシングルの『僕らは まだ/MAGIC CARPET RIDE』まで7作連続で両A面でシングルが発売された。

### 表題曲「Can't Get Enough」について
意味は前述の通り英語で「満足できない」。歌詞には多数の英文が散りばめられており、またV6の曲では珍しく音階が高いため（最高音はE6）ファルセット（裏声）と呼ばれる発声法を多用している。メンバーの森田剛も雑誌のインタビューで「かなり洋楽っぽい感じがする」と述べている。また、メンバー全員にソロパートはあるものの、これのみならず全パートにおいて聴いただけでは誰のパートか判別できないことからパート割りが歌詞カードに表記された。

## チャート成績
2017年3月27日付のオリコン週間シングルランキングで、初週12.9万枚を売上げて週間2位を獲得。前作『Beautiful World』の累積売上枚数12.7万枚を発売1週目で上回った。今作で「シングルTOP10入り連続年数」を23年連続に更新し、歴代単独1位となった。

## 収録内容

### CD
※は通常盤、※※は通常盤・セブンネット限定盤のみ収録。
1. Can't Get Enough [3:52]
作詞：SUNNY BOY
作曲：Junichi Hoshino・Kameron "Grae" Alexander
編曲：Junichi Hoshino
  - セブンネット春のキャンペーンソング

意味は英語で「満足できない」[3]。
s**t kingzのkazukiが振付け[5]。
ほぼ全編英語の歌詞にファルセット（裏声）を多用しているのが特徴のダンスナンバー。メンバー6人はこの曲を歌うにあたり、英語やファルセットの指導を受けたという。
2. ハナヒラケ [3:32]
作詞：岩崎愛[6]、
作曲：Peter Nord・Mats Larsson・岩崎愛[6]
編曲：鈴木雅也
  - 井ノ原快彦出演 ハウス食品「とんがりコーン」CMソング
3. 足跡※※ [3:50]
作詞：miyakei
作曲：HIKARI・Carlos K.
編曲：Carlos K.
  - プリンスホテル「冬プリ」CMソング
4. MANIAC※ [4:06]
作詞：SHIROSE
作曲：Samuel Waermo・Didrik Thott・Josef Melin
編曲：Josef Melin
5. Can't Get Enough (Instrumental)※
6. ハナヒラケ (Instrumental)※
7. 足跡 (Instrumental)※
8. MANIAC (Instrumental)※

### DVD

#### 初回生産限定盤A
1. Can't Get Enough（Music Video）
2. Can't Get Enough（Music Video & Jacket Shooting Making）

#### 初回生産限定盤B
1. ハナヒラケ（Music Video）
2. ハナヒラケ（Music Video Making）
3. メンバーの不満を解消できるのか！？ スペシャル

### VR映像
※セブンネット限定盤のみ
1. Can't Get Enough VRダンス映像
2. 足跡 レコーディングVR映像

### シリアル映像
- 「DREAM FESTIVAL 2016」V6 LIVE映像ダイジェスト前半[7]（視聴可能期間：2017年3月14日12時 - 7月31日12時）

## 特典
- 先着予約・購入店舗特典：オリジナル大判ポストカード（全6種） / 指定の6法人以外の店舗では告知兼特典ポスター
- 通常盤：CDジャケットサイズのフォトカレンダー
1枚につき2ヶ月分で、メンバーが1人ずつ登場する。登場順は誕生日に基づき以下の通り。

| # | 月       | 名前       | 誕生日   |
| - | -------- | ---------- | -------- |
| 1 | 4・5月   | 井ノ原快彦 | 5月17日  |
| 2 | 6・7月   | 三宅健     | 7月2日   |
| 3 | 8・9月   | 坂本昌行   | 7月24日  |
| 4 | 10・11月 | 長野博     | 10月9日  |
| 5 | 12・1月  | 岡田准一   | 11月18日 |
| 6 | 2・3月   | 森田剛     | 2月20日  |
- セブンネット限定盤：個人のスマートフォンと付属のビューアーを利用した「視差付VR」映像が視聴可能[8]
- 全形態：シリアルナンバー封入（動画ストリーミング特典）